# St. Clair River
Der St. Clair River (auch Saint Clair River; französisch Rivière Sainte-Claire) ist 64 km lang und Teil des 3776 km langen Sankt-Lorenz-Seewegs. 
Der St. Clair River ist Teil der Verbindung der oberen und unteren Großen Seen. Er fließt in südlicher Richtung vom Südufer des Huronsees zum Lake St. Clair. Im Mündungsbereich teilt er sich in verschiedene Mündungsarme auf und bildet ein großes Flussdelta. 
Der Fluss bildet in seiner ganzen Länge einen Teil der Grenze zwischen den USA und Kanada, mit Michigan an seinem Westufer und Ontario am Ostufer. Es existieren zwei feste Querungen: die Blue Water Bridge ist eine Straßenbrücke, welche I-94 in Port Huron mit dem Ontario Highway 402 in Point Edward nahe dem Ursprung des Flusses verbindet, weiter südlich werden Port Huron und Sarnia außerdem durch einen St. Clair-Eisenbahntunnel verbunden.
Der Fluss wurde nach Arthur St. Clair benannt.